# شاخص پیش‌آگهی ناتینگهام
شاخص پیش‌آگهی ناتینگهام (به انگلیسی: Nottingham Prognostic Index) شاخصی است که برای تعیین پیش‌آگهی سرطان پستان بعد از عمل جراحی به‌کار می رود. مقدار عددی آن توسط سه شاخصهٔ آسیب‌شناسی تومور مشخص می شود؛ اندازه تومور، تعداد گره‌های لنفاوی درگیر، و درجهٔ تومور.

## نحوهٔ محاسبه
شاخص پیش‌آگهی ناتینگهام با استفاده از فرمول زیر محاسبه می‌شود:
NPI = [0.2 x S] + N + G
که در آن:
- S به معنای اندازه تومور به سانتی‌متر است.[۳]
- N وضعیت درگیری گره‌های لنفاوی است: بدون درگیری = صفر؛ ۱ تا ۳ غدهٔ درگیر = ۲ ؛ بیش از ۳ غده درگیر = ۳[۳]
- G درجهٔ تومور است: درجه ۱ = ۱؛ درجهٔ ۲  =۲؛ درجه ۳ = ۳[۳]

## تفسیر
| نمره نهایی                              | میزان بقای ۵ ساله |
| --------------------------------------- | ----------------- |
| بیشتر یا مساوی ۲٫۰ تا کمتر یا مساوی ۲٫۴ | ۹۳٪               |
| بیشتر از ۲٫۴ تا کمتر یا مساوی ۳٫۴       | ۸۵٪               |
| بیشتر از ۳٫۴ تا کمتر یا مساوی ۵٫۴       | ۷۰٪               |
| بیشتر از ۵٫۴                            | ۵۰٪               |